# Sara Granroth
Sara Granroth (* 16. Mai 1976) ist eine ehemalige US-amerikanische Biathletin.
Sara Granroth ist Nationalgardistin bei der Michigan National Guard, für die sie auch startete. Sie startete 2001 bei den Militär-Skiweltmeisterschaften in Jericho. Im Sprintrennen belegte sie den 35. Platz. 2003 kam in Rovaniemi ein 23. Rang über 10 Kilometer Freistil im Skilanglauf hinzu. 2004 und 2005 gehörte sie zum Elitekader des US-Nationalteams. Sie debütierte in Brusson im Europacup und erreichte schon im ersten Sprint mit Rang sieben nicht nur die Punkteränge, sondern auch die Top Ten. Wenig später verpasste sie in einem Staffelrennen in Méribel an der Seite von Lanny Barnes, Denise Teela und Tracy Barnes als Viertplatzierte knapp das Podium. 2005 erreichte Granroth in Gurnigel als Fünfte eines Sprints ihr bestes Ergebnis in der Rennserie. Zuvor nahm sie an den Biathlon-Weltmeisterschaften 2004 in Oberhof teil, wo sie 76. des Einzels, 66. des Sprints und mit Rachel Steer, Jill Krause und Denise Teela 14. im Staffelrennen wurde. Wenig später folgte in Lake Placid das Debüt im Weltcup, bei dem die US-Amerikanerin 45. in einem Sprintrennen wurde. Es war zugleich ihre beste Platzierung im Weltcup. Bei den Militär-Skiweltmeisterschaften 2004 in Östersund kam ein 17. Rang im Sprint und mit Sarah Kamilewicz Riley, Jill Krause und Denise Teela Platz sechs im Militärpatrouillenrennen hinzu.

## Biathlon-Weltcup-Platzierungen
Die Tabelle zeigt alle Platzierungen (je nach Austragungsjahr einschließlich Olympische Spiele und Weltmeisterschaften).
- 1.–3. Platz: Anzahl der Podiumsplatzierungen
- Top 10: Anzahl der Platzierungen unter den ersten zehn (einschließlich Podium)
- Punkteränge: Anzahl der Platzierungen innerhalb der Punkteränge (einschließlich Podium und Top 10)
- Starts: Anzahl gelaufener Rennen in der jeweiligen Disziplin

| Platzierung         | Einzel | Sprint | Verfolgung | Massenstart | Staffel | Gesamt |
| ------------------- | ------ | ------ | ---------- | ----------- | ------- | ------ |
| 1. Platz            |        |        |            |             |         |        |
| 2. Platz            |        |        |            |             |         |        |
| 3. Platz            |        |        |            |             |         |        |
| Top 10              |        |        |            |             |         |        |
| Punkteränge         |        |        |            |             | 2       | 2      |
| Starts              | 2      | 6      | 3          |             | 2       | 13     |
| Stand: Karriereende |        |        |            |             |         |        |